# Perafita
Perafita es un municipio español de la provincia de Barcelona, en la comarca del Llusanés.

## Comunicaciones
La carretera BP-4653 lo conecta con Prats de Llusanés por el oeste; la BP-4654 con San Quirico de Besora por el este y la BV4601 con San Bartolomé del Grau por el sur.

## Economía
Agricultura de secano, ganadería e industria textil.

## Historia
La primera mención documental es del año 909. En 1396 fue creada la subveguería del Llusanés una de cuyas capitales era Perafita (la otra era San Felíu Saserra); la condición de centro administrativo propició para la población un notable crecimiento con el establecimiento de tejedores y otros oficios artesanales así como la llegada de inmigrantes franceses. En 1714 fue incendiada por las tropas felipistas durante la Guerra de Sucesión, en venganza por la participación de Jaume Puig, de Perafita, a favor del pretendiente austracista.

## Demografía
Perafita cuenta con una población de 438 habitantes (INE 2024).
| Gráfica de evolución demográfica de Perafita entre 1842 y 2021                                                        |
| |
| Población de derecho según los censos de población del INE. Población de hecho según los censos de población del INE. |

| 1900 | 1930 | 1950 | 1970 | 1981 | 1986 | 2006 |
| ---- | ---- | ---- | ---- | ---- | ---- | ---- |
| 391  | 583  | 594  | 506  | 356  | 362  | 379  |

## Lugares de interés
- Iglesia de San Pedro, de estilo barroco.
- Capilla de Santa Margarita de Vilaltella, de origen románico, restaurada.
- Castell o Castellnou, edificio de estilo romántico construido a principios del siglo XX en el lugar de una antigua masía.

## Curiosidades
- Son famosas en toda la comarca las cocas de Perafita.